# Rosegg
Rosegg (slovene Rožek) là một đô thị thuộc huyện Villach-Land trong bang Kärnten trong nước Áo. Đô thị Rosegg có diện tích 19,6 km², dân số thời điểm năm 2001 là 1802 người.

## Đô thị giáp ranh
| Wernberg                  |  | Velden am Wörthersee    |
| Villach                   |  |                         |
| Finkenstein am Faaker See |  | Sankt Jakob im Rosental |